# Liste der Einträge im National Register of Historic Places im Barbour County (Alabama)
Die Liste der Registered Historic Places im Barbour County in Alabama führt alle Bauwerke und historischen Stätten im Barbour County auf, die in das National Register of Historic Places aufgenommen wurden.

## Aktuelle Einträge
| Lfd. Nr. | Name                         | Bild | Datum der Eintragung | Adresse/Lage                                                                | Ort         | ID-Nr.   | Beschreibung                                              |
| -------- | ---------------------------- | ---- | -------------------- | --------------------------------------------------------------------------- | ----------- | -------- | --------------------------------------------------------- |
| 1        | Bray-Barron House            |      | 27. Mai 1971         | N. Eufaula Ave.                                                             | Eufaula     | 71000093 |                                                           |
| 2        | Cato House                   |      | 27. Mai 1971         | 823 W. Barbour St.                                                          | Eufaula     | 71000094 |                                                           |
| 3        | Clayton Historic District    |      | 3. Okt. 2003         | Roughly along W. Louisville Ave., Midway St., Brouder St., and Eufaula Ave. | Clayton     | 03001131 |                                                           |
| 4        | Drewry-Mitchell-Moorer House |      | 13. Apr. 1972        | 640 N. Eufaula Ave.                                                         | Eufaula     | 72000154 |                                                           |
| 5        | Fendall Hall                 |      | 28. Juli 1970        | Barbour St.                                                                 | Eufaula     | 70000097 |                                                           |
| 6        | Gov. Chauncy Sparks House    |      | 28. Juni 1972        | 257 Broad St.                                                               | Eufaula     | 72000157 |                                                           |
| 7        | Grace Episcopal Church       |      | 22. Sep. 1995        | Louisville St. S of Courthouse Sq.                                          | Clayton     | 95001116 |                                                           |
| 8        | Henry D. Clayton House       |      | 8. Dez. 1976         | 1 mi. S of Clayton off AL 30                                                | Clayton     | 76002259 | Hat außerdem den Status eines National Historic Landmarks |
| 9        | Kendall Manor                |      | 14. Jan. 1972        | 534 W. Broad St.                                                            | Eufaula     | 72000155 |                                                           |
| 10       | Kiels-McNab House            |      | 21. Jan. 1982        | W. Washington St.                                                           | Eufaula     | 82001996 |                                                           |
| 11       | Lore Historic District       |      | 12. Dez. 1973        | Bounded by Eufaula Ave., and Browder, Livingston, and Barbour Sts.          | Eufaula     | 73000330 |                                                           |
| 12       | McNab Bank Building          |      | 24. Juni 1971        | Broad St.                                                                   | Eufaula     | 71000095 |                                                           |
| 13       | Miller-Martin Town House     |      | 16. Dez. 1974        | Louisville Ave.                                                             | Clayton     | 74000399 |                                                           |
| 14       | Petty-Roberts-Beatty House   |      | 21. Jan. 1974        | 103 N. Midway                                                               | Clayton     | 74000400 |                                                           |
| 15       | Sheppard Cottage             |      | 27. Mai 1971         | E. Barbour St.                                                              | Eufaula     | 71000096 |                                                           |
| 16       | Shorter Mansion              |      | 14. Jan. 1972        | 340 N. Eufaula Ave.                                                         | Eufaula     | 72000156 |                                                           |
| 17       | Spring Hill Methodist Church |      | 16. Feb. 1996        | Co. Rd. 89 S side, approximately 750 ft. W of jct. with Co. Rd. 49          | Spring Hill | 96000110 |                                                           |
| 18       | The Tavern                   |      | 6. Okt. 1970         | 105 Riverside Dr.                                                           | Eufaula     | 70000098 |                                                           |
| 19       | Wellborn                     |      | 14. Juli 1971        | Livingston Ave.                                                             | Eufaula     | 71000097 |                                                           |
| 20       | Woodlane Plantation          |      | 29. März 2006        | AL 431 S                                                                    | Eufaula     | 06000183 |                                                           |